# Sovrani del territorio polacco dopo la terza spartizione
La Polonia cessò di esistere come nazione indipendente a seguito della terza spartizione del 1795, quando il territorio polacco venne diviso tra Austria, Prussia e Russia. La Polonia riacquistò la propria indipendenza nel 1918 su basi repubblicane. Tra il 1795 e il 1918 sull'attuale territorio polacco sono storicamente esistiti cinque Stati:
- Regno di Galizia e Lodomiria (in polacco Królestwo Galicji i Lodomerii), Stato facente parte dell'Impero austriaco prima e di quello austro-ungarico poi.
- Ducato di Varsavia (in polacco Księstwo Warszawskie), Stato dipendente dalla Francia napoleonica.
- Repubblica di Danzica (in polacco Wolne Miasto Gdańsk), Stato dipendente dalla Francia napoleonica.
- Repubblica di Cracovia (in polacco Wolne Miasto Kraków), Stato dipendente dall'Impero austriaco.
- Regno del Congresso (in polacco Królestwo Polskie), Stato facente parte dell'Impero russo.
- Granducato di Poznań (in polacco Wielkie Księstwo Poznańskie), Stato facente parte della Prussia prima e dell'Impero tedesco poi.

Dopo più di un secolo di dominazione straniera, la Polonia riacquistò la propria indipendenza nel novembre del 1918 poco prima della capitolazione tedesca.
Segue una lista dei sovrani che regnarono su questi Stati polacchi. Per le consorti dei sopracitati sovrani si veda Consorti dei sovrani del territorio polacco dopo la terza spartizione.

## Regno di Galizia e Lodomiria (1772-1918)
La Galizia e la Lodomiria vennero annesse dalla monarchia asburgica nel 1772, a seguito della prima spartizione della Polonia. L'imperatrice Maria Teresa d'Austria (che portava anche i titoli di regina d'Ungheria e di Boemia) poté annettersi questi territori facendo forza sui diritti ungheresi su Galizia e Lodomeria, e su quelli Boemi sui ducati di Auschwitz e Zator. Il regno di Galizia e Lodomiria venne ulteriormente allargato con la terza spartizione della Polonia, che portò all'annessione della Galizia occidentale. Quest'ultima, però, venne ceduta al Granducato di Varsavia con il Trattato di Schönbrunn del 14 ottobre 1809. Nel 1846, a seguito della rivolta di novembre, venne riannessa al regno il ducato di Cracovia.

### Asburgo
| Nome         | Ritratto | Nascita                        | Regno             | Regno            | Morte                                      | Consorte                                           |
| Nome         | Ritratto | Nascita                        | Inizio            | Fine             | Morte                                      | Consorte                                           |
| ------------ | -------- | ------------------------------ | ----------------- | ---------------- | ------------------------------------------ | -------------------------------------------------- |
| Maria Teresa |          | Vienna, Austria 13 maggio 1717 | 22 settembre 1772 | 29 novembre 1780 | Vienna, Austria 29 novembre 1780 (63 anni) | Francesco I di Lorena undici figlie e cinque figli |

### Asburgo-Lorena
| Nome                                    | Ritratto | Nascita                                               | Regno            | Regno                         | Morte                                               | Consorte |
| Nome                                    | Ritratto | Nascita                                               | Inizio           | Fine                          | Morte                                               | Consorte |
| --------------------------------------- | -------- | ----------------------------------------------------- | ---------------- | ----------------------------- | --------------------------------------------------- | --- |
| Giuseppe II Józef II                    |          | Vienna, Austria 13 marzo 1741                         | 29 novembre 1780 | 20 febbraio 1790              | Vienna, Austria 20 febbraio 1790 (48 anni)          | Isabella di Parma due figlie Maria Giuseppa di Baviera nessun figlio |
| Leopoldo II                             |          | Vienna, Austria 5 maggio 1747                         | 20 febbraio 1790 | 1º marzo 1792                 | Vienna, Austria 1º marzo 1792 (44 anni)             | Maria Luisa di Spagna dodici figli e quattro figlie |
| Francesco II Franciszek II              |          | Firenze, Italia 12 febbraio 1768                      | 1º marzo 1792    | 2 marzo 1835                  | Vienna, Austria 2 marzo 1835 (67 anni)              | Elisabetta Guglielmina di Württemberg una figlia Maria Teresa di Borbone-Due Sicilie quattro figli e otto figlie Maria Ludovica d'Austria-Este nessun figlio Carolina Augusta di Baviera nessun figlio |
| Ferdinando I Ferdynand I                |          | Vienna, Austria 19 aprile 1793                        | 2 marzo 1835     | 2 dicembre 1848 (abdicazione) | Praga, Austria-Ungheria 29 giugno 1875 (82 anni)    | Maria Anna di Savoia nessun figlio |
| Francesco Giuseppe I Franciszek Józef I |          | Vienna, Austria 18 agosto 1830                        | 2 dicembre 1848  | 21 novembre 1916              | Vienna, Austria-Ungheria 21 novembre 1916 (86 anni) | Elisabetta di Baviera tre figlie e un figlio |
| Carlo I Karol I                         |          | Persenbeug-Gottsdorf, Austria-Ungheria 17 agosto 1887 | 21 novembre 1916 | 11 novembre 1918              | Madeira, Portogallo 1º aprile 1922 (34 anni)        | Zita di Parma cinque figli e tre figlie |

## Ducato di Varsavia (1807-1815)
Il Ducato di Varsavia venne creato nel 1807 da Napoleone come protettorato dell'impero francese. La corona venne affidata a Federico Augusto di Sassonia, già principe elettore e re di Sassonia. Il ducato venne dissolto dal Congresso di Vienna, ed il suo territorio venne diviso tra il Regno del Congresso russo e il Granducato di Poznań prussiano.

### Wettin
| Nome                                 | Ritratto | Nascita                 | Regno         | Regno          | Morte                          | Consorte                                                |
| Nome                                 | Ritratto | Nascita                 | Inizio        | Fine           | Morte                          | Consorte                                                |
| ------------------------------------ | -------- | ----------------------- | ------------- | -------------- | ------------------------------ | ------------------------------------------------------- |
| Federico Augusto I Fryderyk August I |          | Dresda 23 dicembre 1750 | 9 giugno 1807 | 22 maggio 1815 | Dresda 5 maggio 1827 (76 anni) | Amalia di Zweibrücken-Birkenfeld tre figli e una figlia |

## Repubblica di Danzica (1807-1814)
La Repubblica di Danzica, chiamata anche Città Libera di Danzica, venne creata nel 1807 da Napoleone come repubblica indipendente, ma di fatto parte della sfera d'influenza dell'Impero francese. Lo Stato venne dissolto dal Congresso di Vienna, ed il suo territorio venne reincorporato in quello prussiano. Nello stesso periodo, Napoleone concesse al suo generale François Joseph Lefebvre il titolo onorifico di duca di Danzica.

### Governatore generale
- Jean Rapp (1807–1815)

## Repubblica di Cracovia (1815-1846)
La Repubblica di Cracovia, chiamata anche Città Libera di Cracovia, venne creata nel 1815 dal Congresso di Vienna come repubblica indipendente, ma di fatto parte della sfera d'influenza dell'Impero austriaco. Lo Stato venne dissolto nel 1846, a seguito della repressione della Rivolta di novembre, e il suo territorio venne reincorporato in quello austriaco.

### Presidenti del Senato
- Stanisław Wodzicki (1815–1831)[2]
- Dal 1831 al 1833 la presidenza fu assunta a rotazione mensile da ciascun senatore.
- Kasper Wielogłowski (1833–1836)
- Józef Haller (1836–1839)
- Dal 1839 al 1841 la presidenza fu assunta da vari senatori, ma soprattutto da Jan Schindler.
- Jan Schindler (1841–1846)

### Governo Nazionale Polacco
- 1846 Jan Tyssowski, Ludwik Gorzkowski, Aleksander Grzegorzewski
- 1846 Jan Tyssowski (dittatore)

### Presidenti del Comitato di sicurezza
- 1846 Józef Wincenty, conte Wodzicki.[3]

## Regno del Congresso e Nazione della Vistola (1815-1915)

### Regno del Congresso (1815-1831)
Il Regno del Congresso viene creato al Congresso di Vienna nel 1815. 

#### Romanov
| Nome                      | Ritratto | Nascita                                        | Regno            | Regno                     | Morte                                                | Consorte                                       |
| Nome                      | Ritratto | Nascita                                        | Inizio           | Fine                      | Morte                                                | Consorte                                       |
| ------------------------- | -------- | ---------------------------------------------- | ---------------- | ------------------------- | ---------------------------------------------------- | ---------------------------------------------- |
| Alessandro I Aleksander I |          | San Pietroburgo, Impero russo 23 dicembre 1777 | 9 giugno 1815    | 1º dicembre 1825          | Taganrog, Impero russo 1º dicembre 1825 (47 anni)    | Luisa Maria di Baden due figlie                |
| Nicola I Mikołaj I        |          | Gatčina, Impero russo 6 luglio 1796            | 1º dicembre 1825 | 25 gennaio 1831 (deposto) | San Pietroburgo, Impero russo 2 marzo 1855 (58 anni) | Carlotta di Prussia quattro figli e sei figlie |

### Governo Nazionale Polacco (1831)
Il Governo Nazionale Polacco fu creato per decreto del Sejm del Regno del Congresso il 29 gennaio 1831 per assumere le competenze del Capo di Stato polacco dopo il precedente decreto del 25 gennaio, che aveva deposto lo zar Nicola I di Russia dal trono della Polonia.

#### Presidenti
- Adam Czartoryski (30 gennaio—17 agosto 1831)
- Jan Krukowiecki (17 agosto—7 settembre 1831)
- Bonawentura Niemojowski (7 settembre—25 settembre 1831)
- Generale Maciej Rybiński (25 settembre—9 ottobre 1831)[5]

### Regno del Congresso (1831-1867)
La fine del Regno del Congresso come entità semi-indipendente avvenne con la soppressione della rivolta di Novembre che aveva seguito undici mesi di campagna militare, e da allora in avanti lo Stato divenne gradualmente parte integrante dell'Impero Russo. 

#### Romanov
| Nome                        | Ritratto | Nascita                             | Regno           | Regno        | Morte                                                 | Consorte                                        |
| Nome                        | Ritratto | Nascita                             | Inizio          | Fine         | Morte                                                 | Consorte                                        |
| --------------------------- | -------- | ----------------------------------- | --------------- | ------------ | ----------------------------------------------------- | ----------------------------------------------- |
| Nicola I Mikołaj I          |          | Gatčina, Impero russo 6 luglio 1796 | 25 gennaio 1831 | 2 marzo 1855 | San Pietroburgo, Impero russo 2 marzo 1855 (58 anni)  | Carlotta di Prussia quattro figli e sei figlie  |
| Alessandro II Aleksander II |          | Mosca, Impero russo 29 aprile 1818  | 2 marzo 1855    | 1867         | San Pietroburgo, Impero russo 13 marzo 1881 (62 anni) | Maria d'Assia e del Reno sei figli e due figlie |

### Nazione della Vistola (1867-1915)
A seguito della Rivolta di Gennaio, il regno del Congresso venne annesso all'Impero russo, e il nome del territorio polacco venne cambiato in Nazione della Vistola.

#### Romanov
| Nome                          | Ritratto | Nascita                                     | Regno            | Regno            | Morte                                                    | Consorte                                            |
| Nome                          | Ritratto | Nascita                                     | Inizio           | Fine             | Morte                                                    | Consorte                                            |
| ----------------------------- | -------- | ------------------------------------------- | ---------------- | ---------------- | -------------------------------------------------------- | --------------------------------------------------- |
| Alessandro II Aleksander II   |          | Mosca, Impero russo 29 aprile 1818          | 1867             | 13 marzo 1881    | San Pietroburgo, Impero russo 13 marzo 1881 (62 anni)    | Maria d'Assia e del Reno sei figli e due figlie     |
| Alessandro III Aleksander III |          | San Pietroburgo, Impero russo 10 marzo 1845 | 13 marzo 1881    | 1º novembre 1894 | San Pietroburgo, Impero russo 1º novembre 1894 (49 anni) | Dagmar di Danimarca quattro figli e due figlie      |
| Nicola II Mikołaj II          |          | Tsarskoye Selo, Impero russo 6 maggio 1868  | 1º novembre 1894 | 1915             | Ekaterinburg, R.S.F.S.R 17 luglio 1918 (50 anni)         | Alice d'Assia e del Reno un figlio e quattro figlie |

## Granducato di Poznań e Posnania (1815-1918)
Il Granducato di Poznań venne creato dal Congresso di Vienna, e la sua sovranità affidata al re di Prussia. Dal 1815 al 1831 l'autorità prussiana venne rappresentata nel granducato da Antoni Radziwiłł, duca-governatore di Poznań.

### Granducato di Poznań (1815-1848)

#### Hohenzollern
| Nome                                        | Ritratto | Nascita                        | Regno         | Regno           | Morte                                    | Consorte |
| Nome                                        | Ritratto | Nascita                        | Inizio        | Fine            | Morte                                    | Consorte |
| ------------------------------------------- | -------- | ------------------------------ | ------------- | --------------- | ---------------------------------------- | --- |
| Federico Guglielmo III Fryderyk Wilhelm III |          | Potsdam, Prussia 3 agosto 1770 | 9 giugno 1815 | 7 giugno 1840   | Berlino, Prussia 7 giugno 1840 (69 anni) | Luisa di Meclemburgo-Strelitz cinque figli e cinque figlie Auguste von Harrach (nozze morganatiche) nessun figlio |
| Federico Guglielmo IV Fryderyk Wilhelm IV   |          | Berlino, 15 ottobre 1795       | 7 giugno 1840 | 5 dicembre 1848 | Potsdam 2 gennaio 1861 (65 anni)         | Elisabetta Ludovica di Baviera nessun figlio                                                                      |

### Posnania (1848-1871)
Le larghe autonomie di cui Poznań godeva, vennero abolite il 28 giugno 1848, e il granducato venne formalmente sostituito dalla Posnania nella costituzione prussiana del 5 dicembre 1848.

#### Hohenzollern
| Nome                                      | Ritratto | Nascita                  | Regno           | Regno                         | Morte                                      | Consorte                                                                                            |
| Nome                                      | Ritratto | Nascita                  | Inizio          | Fine                          | Morte                                      | Consorte                                                                                            |
| ----------------------------------------- | -------- | ------------------------ | --------------- | ----------------------------- | ------------------------------------------ | --------------------------------------------------------------------------------------------------- |
| Federico Guglielmo IV Fryderyk Wilhelm IV |          | Berlino, 15 ottobre 1795 | 5 dicembre 1848 | 2 gennaio 1861                | Potsdam 2 gennaio 1861 (65 anni)           | Elisabetta Ludovica di Baviera nessun figlio                                                        |
| Guglielmo I Wilhelm I                     |          | Berlino 22 marzo 1797    | 2 gennaio 1861  | 9 marzo 1888                  | Berlino 9 marzo 1888 (90 anni)             | Augusta di Sassonia-Weimar un figlio e una figlia                                                   |
| Federico III Fryderyk III                 |          | Potsdam 18 ottobre 1831  | 9 marzo 1888    | 15 giugno 1888                | Potsdam 15 giugno 1888 (56 anni)           | Vittoria di Gran Bretagna quattro figli e quattro figlie                                            |
| Guglielmo II Wilhelm II                   |          | Berlino 27 gennaio 1859  | 15 giugno 1888  | 9 novembre 1918 (abdicazione) | Doorn, Paesi Bassi 4 giugno 1941 (82 anni) | Augusta Vittoria di Schleswig-Holstein sei figli ed una figlia Erminia di Reuss-Greiz nessun figlio |